# Улянівка (Скадовський район)
Уля́нівка — село в Україні, у Скадовській міській громаді Скадовського району Херсонської області. Населення становить 1060 осіб.

## Історія
Відповідно до Розпорядження Кабінету Міністрів України від 12 червня 2020 року № 726-р «Про визначення адміністративних центрів та затвердження територій територіальних громад Херсонської області» увійшло до складу Скадовської міської громади.
24 лютого 2022 року село тимчасово окуповане російськими військами під час російсько-української війни.

## Населення
Згідно з переписом УРСР 1989 року чисельність наявного населення села становила 951 особа, з яких 443 чоловіки та 508 жінок.
За переписом населення України 2001 року в селі мешкали 1060 осіб.

### Мова
Розподіл населення за рідною мовою за даними перепису 2001 року:
| Мова            | Кількість | Відсоток |
| --------------- | --------- | -------- |
| українська      | 987       | 93.11%   |
| російська       | 54        | 5.10%    |
| вірменська      | 15        | 1.42%    |
| білоруська      | 3         | 0.28%    |
| інші/не вказали | 1         | 0.09%    |
| Усього          | 1060      | 100%     |

## Люди
В селі народилися:
- Бабенко Микола Іванович (нар. 1944) — український педагог, почесний громадянин Херсона.
- Дудченко Микола Якович (нар. 1949) — український і російський художник.